# Trithemimeres
Trithemimeres (lateinisch caesura semiternaria „drei halbe Teile“, nämlich  halbe Versfüße) ist in der antiken Verslehre eine Zäsur nach dem dritten Halbfuß eines Verses, also im zweiten Versfuß. Zum Beispiel im Hexameter, die Zäsur hier mit  |  markiert:
—.◡◡.— | ◡◡.—.◡◡.—.◡◡.—.◡◡.—×
Die Trithemimeres tritt beim Hexameter zumeist gemeinsam mit einer Hephthemimeres nach dem siebten Halbfuß als Nebenzäsur auf:
—.◡◡.— | ◡◡.—.◡◡.— | ◡◡.—.◡◡.—×
So auch in diesem Vers des Catull:
E̱umenide̱s,  |  quibus a̱nguino̱  |  redimi̱ta capi̱llo

—◡◡.— | ◡◡.—◡◡.— | ◡◡.—◡◡.—◡